# Enrico Boselli
Enrico Boselli (ur. 7 stycznia 1957 w Bolonii) – włoski polityk, były parlamentarzysta i eurodeputowany, lider ugrupowań socjalistycznych.

## Życiorys
Ukończył szkołę średnią. Działalność polityczną rozpoczął w latach 70., przystępując do Włoskiej Partii Socjalistycznej. Zasiadał we władzach federacji młodych socjalistów Federazione Giovanile Socialista.
W pierwszej połowie lat 80. był radnym rady miejskiej Bolonii, w 1987 objął stanowisko zastępcy burmistrza tego miasta. Od 1990 do 1993 pełnił funkcję prezydenta regionu Emilia-Romania.
Od 1994 do 2008 sprawował mandat poselski do Izby Deputowanych XII, XIII, XIV i XV kadencji. W latach 1999–2004 zasiadał jednocześnie w Parlamencie Europejskim.
Po rozwiązaniu PSI na skutek afer korupcyjnych, założył nowe ugrupowanie pod nazwą Socjaliści Włoscy. W 1998 po zjednoczeniu się SI z innymi centrolewicowymi ugrupowaniami, stanął na czele Włoskich Demokratycznych Socjalistów. W 2005 w imieniu SDI podpisał porozumienie z radykałami Emmy Bonino o utworzeniu koalicji Róża w Pięści, funkcjonującej w ramach bloku wyborczego L’Unione.
W październiku 2007 został sekretarzem Partii Socjalistycznej, powstałej z połączenia SDI, Partii Socjalistycznej Gianniego De Michelisa i innych niewielkich formacji. W przedterminowych wyborach parlamentarnych w tym samym roku był kandydatem socjalistów na urząd premiera, jednak lista wyborcza PS z wynikiem poniżej 1% głosów nie przekroczyła progu wyborczego. Po tej porażce Enrico Boselli zrezygnował z kierowania Partią Socjalistyczną.
W 2010 przystąpił do Sojuszu dla Włoch, obejmując funkcję wiceprezesa partii.